# Ovaliptila kinzelbachi
Ovaliptila kinzelbachi är en insektsart som först beskrevs av Carl Otto Harz 1971.  Ovaliptila kinzelbachi ingår i släktet Ovaliptila och familjen syrsor. Inga underarter finns listade i Catalogue of Life.